# Avitus taylori
Avitus taylori là một loài nhện trong họ Salticidae.
Loài này thuộc chi Avitus. Avitus taylori được Elizabeth Maria Gifford Peckham & George William Peckham miêu tả năm 1901.